# 小田伸午
小田 伸午（おだ しんご、1954年 - ）は、日本の心理学者、関西大学人間健康学部教授。専攻は、共生人間学、認知・行動科学、身体機能論。研究分野は、運動生理学、バイオメカニクス、行動学。

## 人物
数年前より、世界のトップアスリートの動きの研究により、「ターンオーバー」「二軸動作」「常歩（なみあし）」を提唱し、著作活動、講習活動を通じて、その普及に努めている。社交ダンスにおける二軸動作についても、堀口史朗との出会いによって、現在研究が進んでいる。また、幼児向けの運動プログラムである遊健運動プログラムの監修を行っている。
またラグビー指導者として、1983年から1990年にかけて日本ラグビー協会強化委員、日本代表チームトレーニングコーチを務めた。また1984年から1989年には京都大学ラグビー部コーチおよび監督も務めた。

## 経歴
- 愛知県名古屋市で生まれ、医師の父の転勤に伴い、東京都杉並区阿佐谷、神奈川県座間市で育つ[1]。
- 1973年3月 神奈川県立厚木高等学校卒業
- 1979年3月 東京大学教育学部体育学科卒業
- 1981年3月 東京大学大学院教育学研究科体育学専門課程（修士課程）修了
- 1984年
  - 3月 東京大学大学院教育学研究科体育学専門第1種博士課程単位修得退学
  - 4月 京都大学教養部助手
- 1992年
  - 4月 京都大学教養部助教授
  - 10月 京都大学総合人間学部助教授
- 1998年3月 京都大学博士（人間・環境学）取得
- 2003年4月 京都大学大学院人間・環境学研究科助教授
- 2005年4月 京都大学高等教育研究開発推進センター教授
- 2011年4月 関西大学人間健康学部教授

## 主な著書
- 『身体運動における右と左　筋出力における運動制御メカニズム』京都大学学術出版会 1998年9月 ISBN 978-4-87698-064-2
- 『実戦ラグビーの科学』大修館書店 1990年12月 ISBN 978-4-469-26192-9
- 『運動科学 -アスリートのサイエンス-』　丸善出版事業部　 2003年2月 ISBN 978-4-621-07175-5
- 『スポーツ選手なら知っておきたい「からだ」のこと』 大修館書店  2005年3月 ISBN 978-4-469-26567-5

## 所属学会等
日本体育学会、京都体育学会、日本運動生理学会、日本体力医学会、日本バイオメカニクス学会、日本神経科学会